# Gliceraldehid
Gliceraldehid és un monosacàrid triosa de fórmula química C₃H₆O₃. És el més simple de les aldoses comunes. És un sòlid cristal·lí dolç i incolor. És un compost intermedi en el metabolisme dels carbohidrats. El nom prové de la glicerina i l'aldehid, car el gliceraldehid és glicerina amb un grup hidroximetilè canviat a un grup aldehid. Es pot preparar junt amb la dihidroxiacetona, per oxidació del glicerol. Té un paper important en la glicòlisi. El gliceraldehid té un centre quiral i, per tant, existeix en dues formes enantiomèriques amb rotació òptica oposada:
- R del llatí rectus (recta)
- S del llatí sinister (esquerra)

|                      | d-gliceraldehid (R)-gliceraldehid (+)-gliceraldehid | l-gliceraldehid (S)-gliceraldehid (−)-gliceraldehid |
| Projecció de Fischer | D-gliceraldehid                                     | L-gliceraldehid                                     |
| Fórmula esquelètica  | D-gliceraldehid                                     | L-gliceraldehid                                     |
| Model molecular      | D-gliceraldehid                                     | L-gliceraldehid                                     |

Mentre la rotació òptica del gliceraldehid és (+) per R i (−) per S, això no passa en tots els monosacàrids.